# Воздушный шар (тест)
«Воздушный шар» (англ. The Ballon Analog Risk Task, BART) — компьютеризированное задание, которое моделирует склонности к риску в поведении путем создания целостной концептуальной системы потенциальных вероятностей вознаграждения по сравнению с возможностью потери выигрыша. Иначе, оно направлено на оценку предполагаемых рисков в ходе принятия решений. Тест «воздушный шар» позволяет избегать недостатков, связанных с самооценкой испытуемых.

## История создания
Склонность к риску в поведении наиболее часто исследуется методами самоотчёта. Этот подход, несмотря на свою действенность, может давать неточную оценку при его одиночном использовании для измерения склонности к риску, особенно у подростков. Метод самоотчета подвержен сильному влиянию социальной желательности в ответах. К тому же подростки иногда не имеют возможности и способности предоставить точный самоотчет.
Если полагаться только на этот метод, из-за имеющихся ограничений можно недотстаточно точно оценить многогранное понятие склонности к риску. Очевидно, что возникла необходимость в создании других инструментов измерения скорости к риску, которые бы давали более точные оценки. В 2002 году Lejuez и его коллеги подошли к решению вопроса методологических ограничений, разработав компьтеризированное задание на оценку склонности к риску в поведении — «воздушный шар» (тест). Эмпирические исследования показали, что количество «подкачиваний» в BART связано с самоотчетами склонности к риску в поведении в реальном мире как у взрослых, так и у подростков. BART был дополнительно проведен на клинической выборке. Фактически, было найдено различие по тесту между нормально развивающимися подростками и подростками с отклонениями в поведении или употребляющих психоактивные вещества; а также была выявлена возможность дифференциации зависимости/не зависимости от тенамфетамина (3,4-Метилендиоксиамфетамин).
Наконец, несколько недавних нейровизуализационных и психофизиологических исследований успешно использовали BART для выявления нейронных коррелят склонности к риску в поведении.

## Проведение теста «воздушный шар»
Участникам показывают воздушный шар, который можно надувать нажатием кнопки. Каждое «подкачивание» кнопкой дает 25 центов (или 50 центов, в зависимости от версии). Участники могут остановить надувание воздушного шара по своему усмотрению, чтобы сохранить полученные деньги. Задание включает 30 воздушных шаров с разной возможной вероятностью взрыва. Если шар взрывается, накопленные деньги теряются. Таким образом, участники могут сами решить, до какой степени они будут надувать каждый шар. Например, 25 % потенциальной выгоды против риска потерять все заработанное до этого момента на этом шаре.

## Обработка данных
Первичная оценка используется для измерения эффективности теста BART. Используются значение среднего количество «подкачиваний» неразорвавшихся воздушных шаров. Более высокий балл в этом случае означает большую склонность к риску. В оригинальной версии этой задачи, каждое «подкачивание» стоит $.05. Используется 30 воздушных шаров с целым рядом различных непредвиденных обстоятельств. Контрольные точки «покачивания» воздушного шара находятся в диапазоне от 1-8, 1-32 или 1-128 .Например, для контрольной точки с диапазоном 1-128, вероятность того, что воздушный шар взорвется на первом «подкачивании» 1/128. Если шар не взорвался на первом «подкачивании», вероятность того, что шар взорвется на втором — 1/127, и так далее. В соответствии с этим алгоритмом, средняя точка взрыва для контрольной точки с диапазоном 1-128 будет середина, или 64 «подкачиваний».

## Тест «воздушный шар» для детей и подростков — BART-Y[7]
В версии для детей и подростков в качестве подкрепления вместо денежного вознаграждения используются очки. Участников инструктируют, что баллы могут быть обменены на призы в конце испытательной сессии. Надежность и валидность данных BART-Y дали аналогичные первоначальному BART результаты. Предполагается, что использование баллов, а не наличных денег является тем же вознаграждением, соответствующем развитию.